# Havlovice
Havlovice (německy Haulowitz) jsou obec v okrese Trutnov v Královéhradeckém kraji. Rozkládají se na východě Krkonošského podhůří, při řece Úpě a na severu přiléhají k městu Úpice. Žije v nich přibližně 1 000 obyvatel.

## Historie
Havlovice se prvně připomínají při prodeji vízmburského panství v letech 1516–1518, kdy Petr z Adršpachu a Dubé prodal Janu Špetlovi z Janovic a Náchoda Vízmburk s pustým hradem a poplužním dvorem, město Úpici a Kostelec, dále vesnice Radeč, Brusnici, Kyje, Slatinu, Havlovice, Rtyni, Bohuslavice, Bohdašín, Batňovice, Libňatov, Maršov, Svatoňovice, Suchovršice, Rubínovec, Studenec, Lhotu a Přibyslav, k pak ještě pusté vsi Sedloňovice a Petrovičky. Havlovice až do roku 1849 byly součástí náchodského panství.
Po revolučních změnách roku 1848 došlo ke zrušení patrimoniální správy a Havlovice byly začleněny do nového okresního hejtmanství Nové Město nad Metují. V letech 1855–1868 k okresu Náchod, v letech 1868–1876 znovu k okresu Nové Město nad Metují a do roku 1876 jsou součástí okresu Trutnov s výjimkou let 1938–1945, kdy patřily do okresu Náchod. Název obce Havlovice je odvozen pravděpodobně od jména jejího lokátora Havla a v průběhu staletí se příliš neměnil. Roku 1545 se připomínají Havlovice stejně jako roku 1654. V roce 1713 se uvádí název v poněmčelém tvaru Hawlowitz.

### Roky 1849–1918
Podle prozatímního obecního zřízení z roku 1849 se Havlovice staly místní obcí se všemi jejími orgány. Obec v letech 1850–1855 spadala pod politický okres Nové Město nad Metují, poté do roku 1868 pod Náchod. Ještě v tomto roce se vrátila pod Nové Město nad Metují, od 1876 pak pod Trutnov. Soudně obec patřila do roku 1876 pod Náchod a poté pod Úpici. Po zrušení vrchnostenských úřadů roku 1850 zpracovali dva orgány, širší obecní výbor (od roku 1919 obecní zastupitelstvo), který ze svého středu volil obecní představenstvo (od roku 1919 obecní radu), které se skládalo ze starosty a alespoň dvou radních. První volby (představenstva) se konaly roku 1850. Havlovice několikrát zasáhly epidemie cholery a úplavice. Nejvíce obětí si epidemie vybraly roku 1866, zejména kvůli epidemii pruské cholery. Tehdy se obci nevyhnula ani prusko-rakouská válka.
Dne 19. června 1849 Havlovice zasáhla velká povodeň, během níž byl poničen splav a podemleta dřevěná lávka. Další povodeň většího rozsahu Havlovice zasáhla v noci z 30. na 31. července 1897, která způsobila značné materiální škody, ale nikoliv ztráty na životech. Voda strhla lávku, most nad hasičskou zbrojnicí, zásoby dřeva… Výška vody ve škole byla jeden metr a 27 centimetrů od prahu hlavních dveří staré části budovy. Od roku 1910 musela obec čelit snaze města Úpice, které chtělo část havlovického katastru na Sychrově. Spor se dostal až k zemské správní komisi, která roku 1914 rozhodla ve prospěch Havlovic. Od roku 1914 se Havlovičtí museli vypořádat s válečným režimem, který nastal po vypuknutí první světové války. Roku 1915 bylo odvedeno 182 mužů (což činilo 18 % všech obyvatel). Ti, co se války nezúčastnili, museli čelit vysokým cenám a ještě se postarat o několik uprchlíků z Haliče.
Roku 2007, byly Havlovice ve třináctém ročníku soutěže vyhlášeny Vesnicí roku.

### Tabulka nejdůležitějších událostí
| Rok         | Událost |
| 1545        | první písemně doložená zmínka o vesnici |
| 1775        | v obci propuklo selské povstání |
| 1884        | vznik Divadelního ochotnického spolku J. K. Tyl |
| 1885        | založen Sbor dobrovolných hasičů |
| 1897        | obrovská ničivá povodeň (na budově školy dosáhla výška vody 127 cm)                                                                                            |
| 1906–1909   | vybudování okresní silnice přes obec |
| 1914–1918   | první světová válka (padlo 34 občanů Havlovic) |
| 1918        | obecní slavnost na Králově Kopci k vyhlášení samostatnosti Československa                                                                                      |
| 1921        | otevřena Obecní veřejná knihovna |
| 1922        | naproti škole byl vybudován obecní chudobinec |
| 1923        | obecní spolky zakoupili první promítací stroj na plynový pohon                                                                                                 |
| 1924        | zahájila se elektrifikace obce a regulace břehů řeky Úpy |
| 1928        | v obci byl zprovozněn první radiopřijímač u Králů, Na Kopečku čp. 58                                                                                           |
| 1929        | první motocykl si v obci pořídil mandlířský mistr J. Křech čp. 35                                                                                              |
| 1935        | otevřena veřejná plovárna na řece Úpě na Mlejništi |
| 1939 – 1945 | druhá světová válka (3 oběti z řad havlovických občanů) |
| 1942        | do obce zaveden telefon |
| 1946        | zahájila se pravidelná autobusová doprava |
| 1950        | první veřejné osvětlení, čítalo 27 světel |
| 1956        | založení Jednotného zemědělského družstva |
| 1957        | zprovoznění urnového háje |
| 1959        | dokončena elektrifikace celé obce |
| 1959–1962   | v celé obci byl zaveden vodovod |
| 1960        | zprovozněn místní rozhlas |
| 1974        | otevření pošty |
| 1981        | byl zkolaudován kulturní dům |
| 1990        | znovuodhalení busty T. G. Masaryka v parku |
| 1993        | začátek vysílání místní kabelové televize |
| 1997        | stoletá povodeň na řece Úpě |
| 2001        | vydání reprezentativní knihy „Havlovice a čas“ o historii a současnosti obce                                                                                   |
| 2004        | premiéra filmu kameramana Jiřího Středy Havlovice na přelomu tisíciletí                                                                                        |
| 2006        | druhé místo v soutěži Vesnice roku Královéhradeckého kraje |
| 2007        | titul Vesnice roku Královéhradeckého kraje |
| 2017        | obec zasáhla větrná bouře Derecho, díky pohotovosti místních hasičů se následky podařilo rychle odstranit                                                      |
| 2019        | místní jednotce SDH byl předán nový dopravní automobil DA-L1Z Mercedes Benz Sprinter 4×4. Jedná se o první nové vozidlo, které je ve vlastnictví SDH Havlovice |

## Obyvatelstvo
| Rok            | 1869 | 1880 | 1890  | 1900  | 1910  | 1921 | 1930  | 1950 | 1961 | 1970 | 1980 | 1991 | 2001 | 2011 | 2021 |
| -------------- | ---- | ---- | ----- | ----- | ----- | ---- | ----- | ---- | ---- | ---- | ---- | ---- | ---- | ---- | ---- |
| Počet obyvatel | 941  | 964  | 1 037 | 1 053 | 1 130 | 936  | 1 055 | 855  | 861  | 817  | 784  | 790  | 857  | 857  | 934  |
| Počet domů     | 128  | 139  | 144   | 149   | 156   | 177  | 216   | 242  | 225  | 230  | 211  | 253  | 285  | 330  | 348  |

## Obecní symboly
Základem obecního znaku je modrý štít, v němž se nachází stříbrná kvádrovaná hradba s cimbuřím a prolomenou branou s červeným ostěním a vytaženou zlatou mříží. Vpravo z hradby vyrůstá stříbrná věž s cimbuřím a černým gotickým oknem s červeným ostěním, provázená vlevo zlatým třmenem.
List vlajky tvoří tři svislé pruhy, bílý, modrý se žlutým třmenem a bílý, v poměru 1:2:1. Poměr šířky k délce listu je 2:3.

## Přírodní poměry
Roku 2005 obec Havlovice nechala zpracovat stav znečištění ovzduší. Vzhledem k tomu, že je obec sevřena do údolí, byly Havlovice označeny za jednu z obcí s nejznečištěnějším ovzduším.

## Školství
V Havlovicích funguje Základní a Mateřská škola. Základní škola je malotřídní a vyučuje se v ní první až čtvrtý ročník.

## Sport

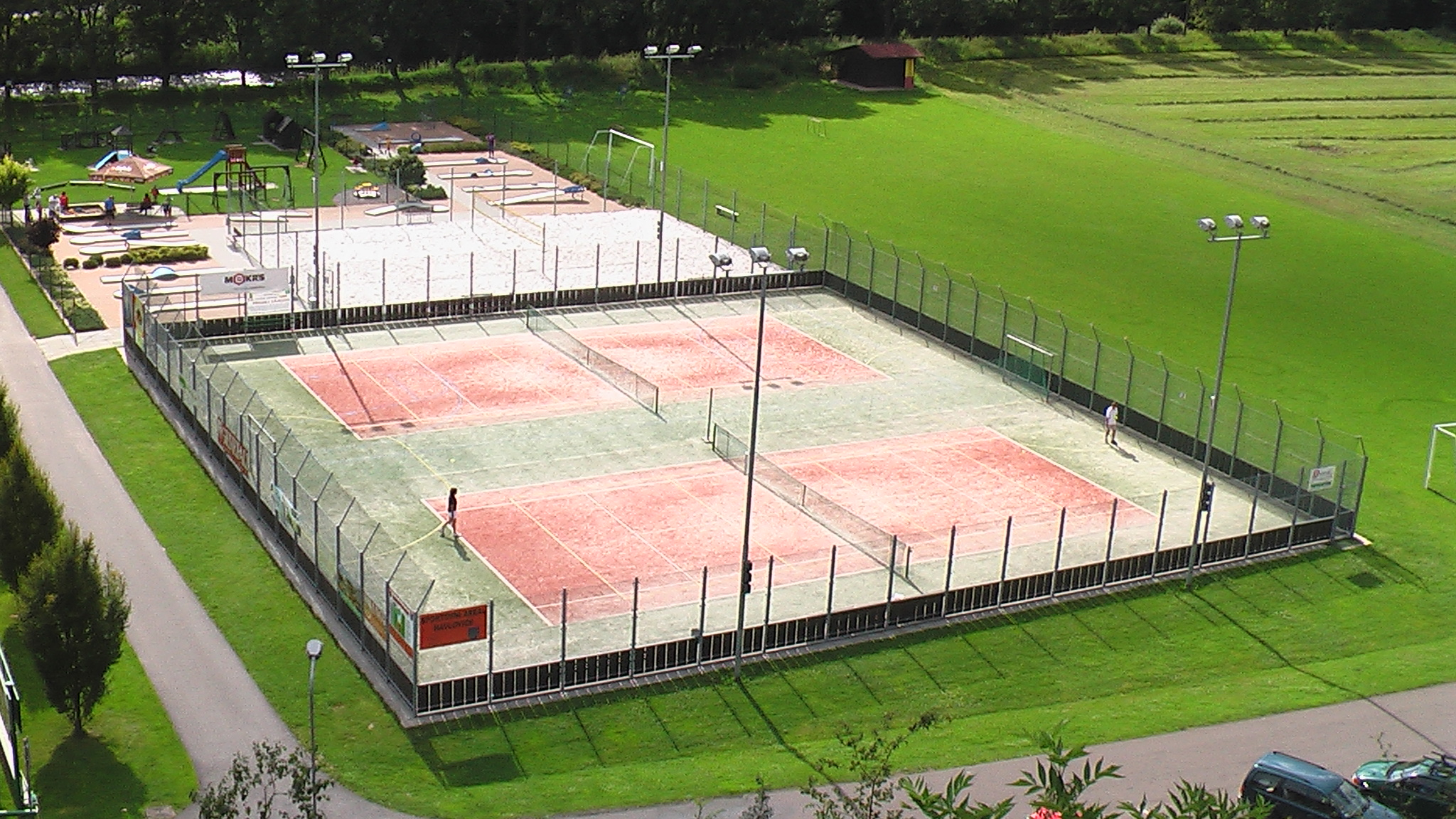
Sportovní areál

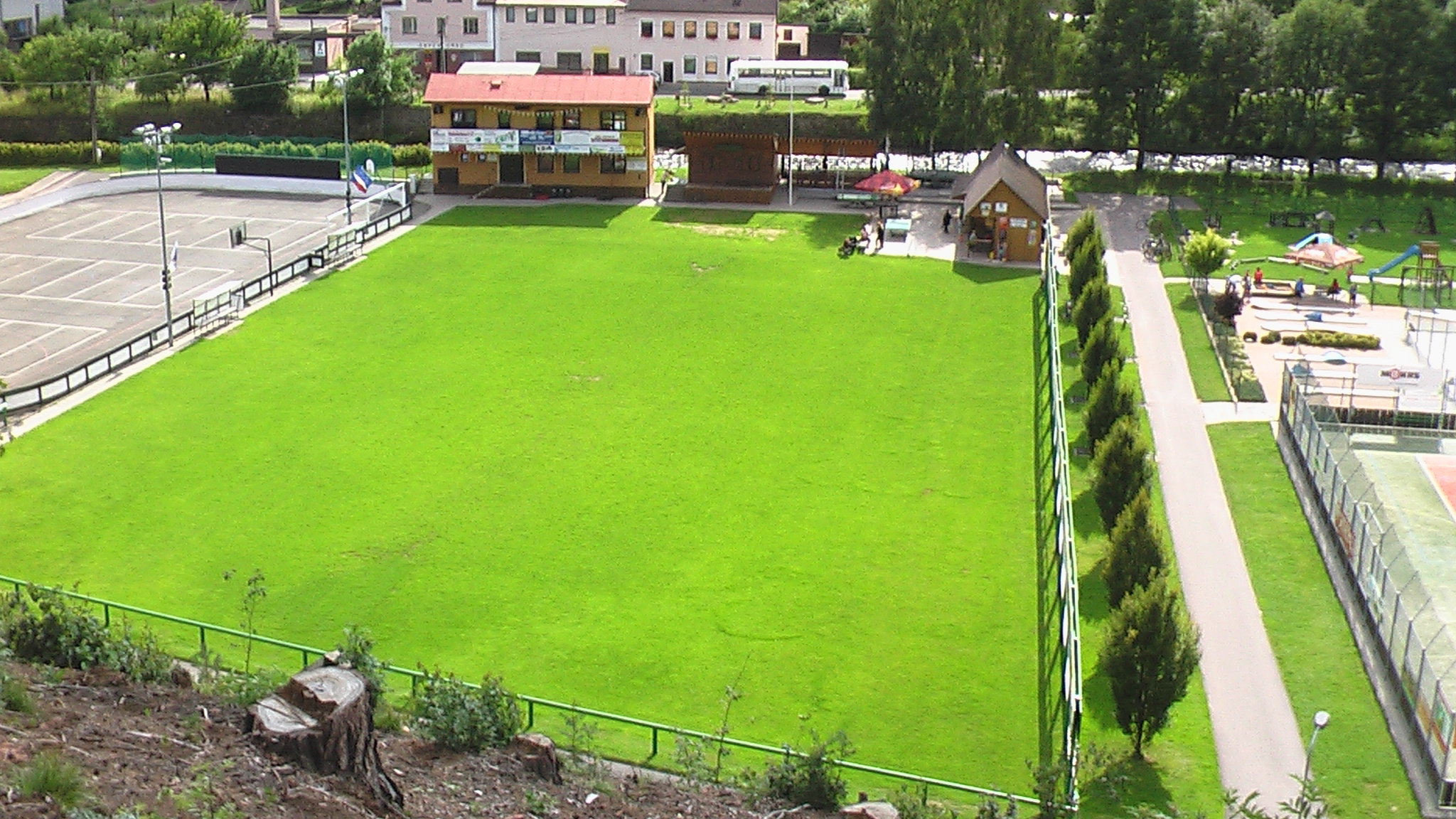
Fotbalové hřiště

Když Havlovice v roce 2007 vyhrály soutěž Vesnice roku, nemalý podíl na tom měl i sportovní areál ve středu obce. Nachází se v něm minigolf, kurty na tenis a nohejbal, volejbalové kurty, stoly na stolní tenis, fotbalové hřiště a vedle školy se také nachází basketbalové hřiště. Provozovatelem areálu je TJ Sokol Havlovice.
Každý rok se zde pořádá fotbalový turnaj Havlovický pohár, i za přítomnosti maskota vesnice – Vodníka. Od roku 2011 se zde také pořádá cyklistický závod Festival cyklistiky, který se v předešlých sedmi letech konal v Úpici. Důvodem byly lepší prostorové podmínky, které na úpickém náměstí nebyly a také že závod vstoupil do seriálu Kolo pro život České spořitelny pod názvem Jestřebí hory Škoda Auto.

## Kultura a turistika
- Po území vesnice vede poznávací okruh U nás s celkem 24 zastaveními, zaměřený na poznávání historie, místopisu, kulturních a místních zajímavostí.
- Obec se pyšní mnoha významnými stromy, které jsou součástí naučné stezky, která vede obcí. Celkem je na stezce 30 významných stromů.

## Pamětihodnosti
- Zvonice nad školou
- Socha svatého Jana Nepomuckého
- Pomník Ladislava Vika

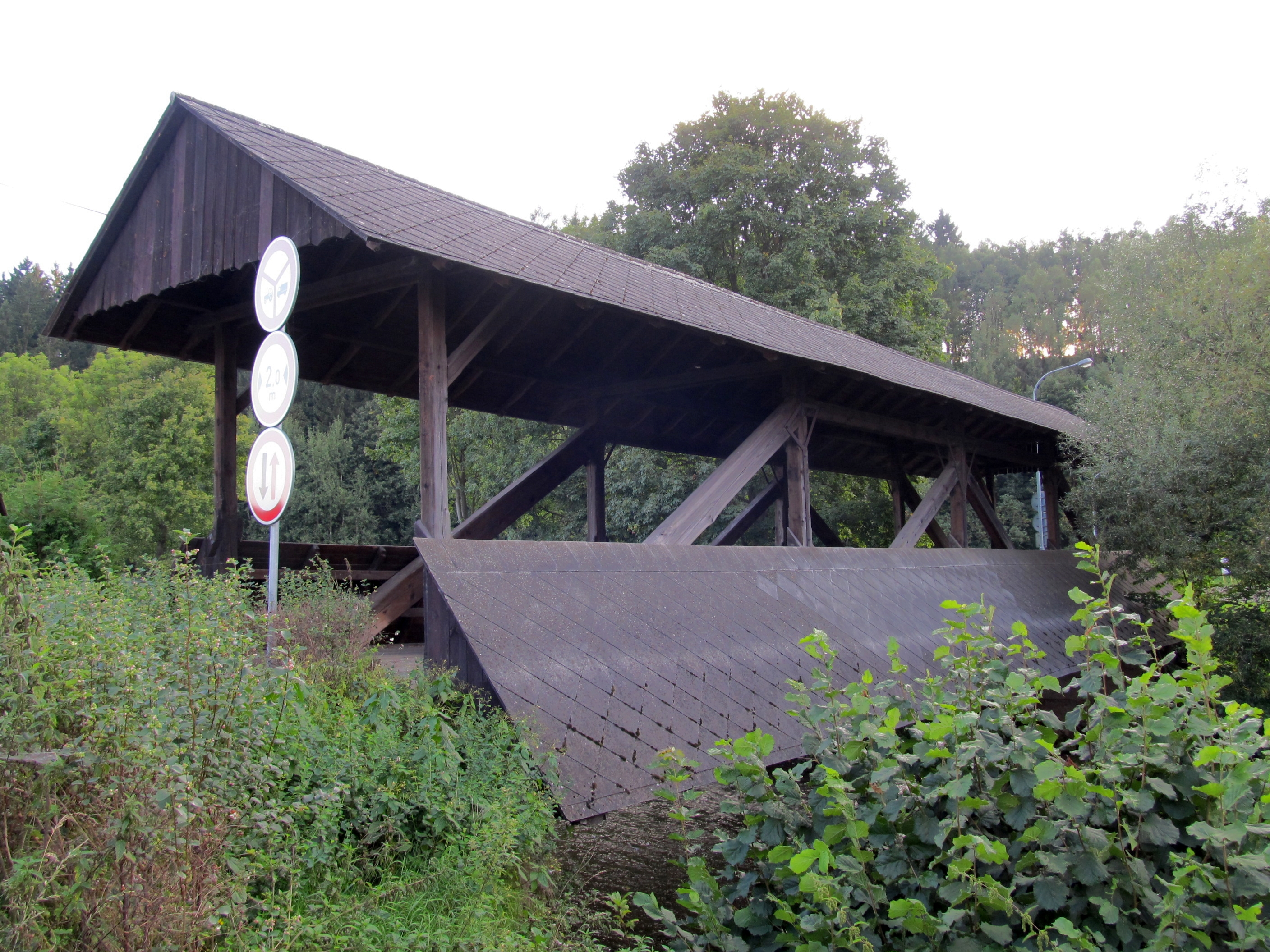
Dřevěný krytý most (teď už zbořený)

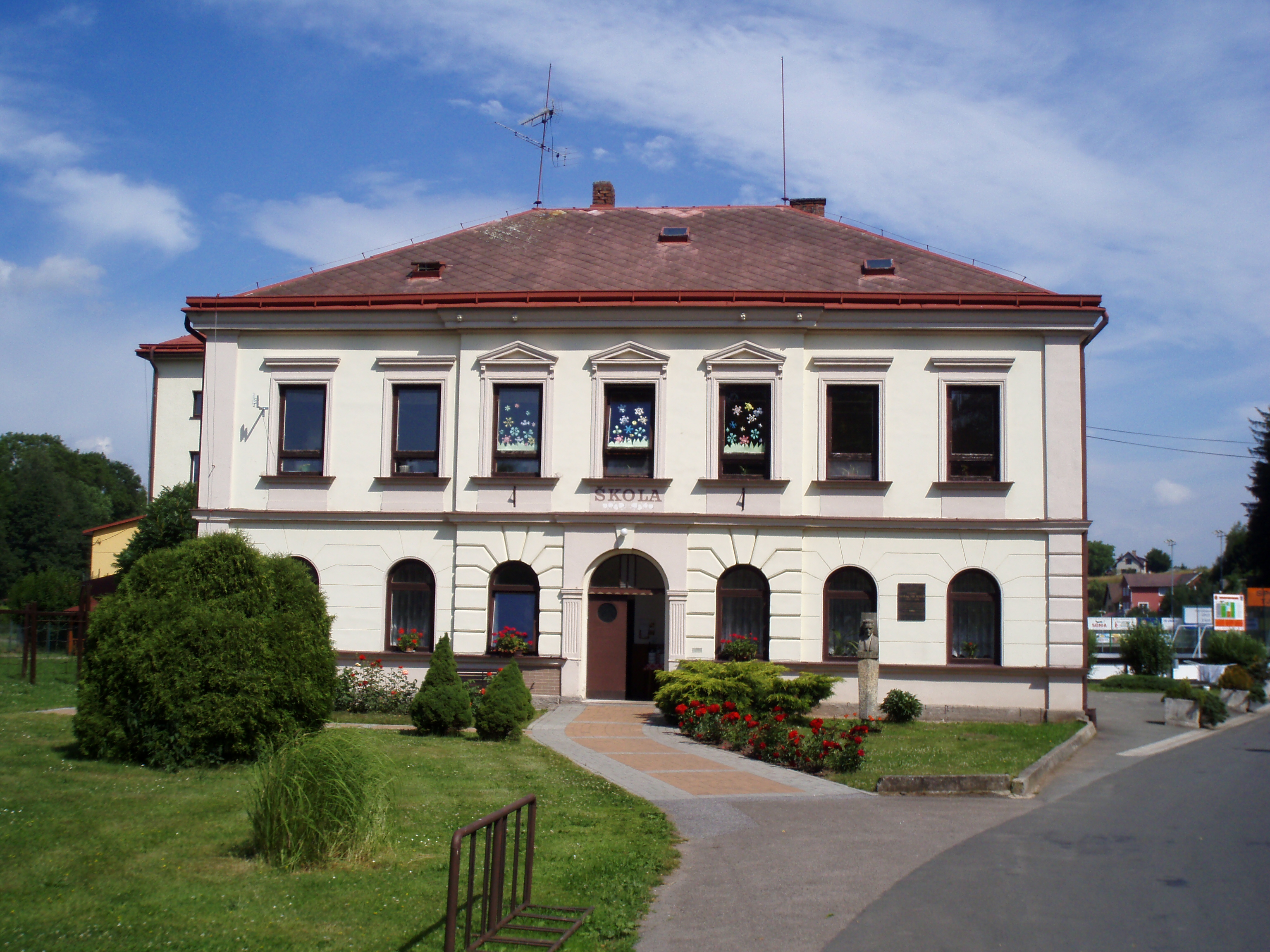
Havlovická škola

- Pomník obětem první a druhé světové války
- Krytý dřevěný most (lávka)
- Součkův statek
- Hejnův statek
- Regnerův mlýn a mandl
- Lípa v Havlovicích, památný strom na levém břehu Úpy
- Poklekovský (Feistův) mlýn, založený ve druhé polovině 19. století
- Lom U Devíti Křížů (Lom Krákorka) – činný kamenolom, paleontologická lokalita (nálezy dinosauřích stop)[10]
- Kaple svatého Jana Nepomuckého

## Spolky a sdružení
Obec Havlovice je členem Svazku obcí Jestřebí hory (Dobrovolný svazek obcí) a zároveň partnerem Místní akční skupiny Království Jestřebí hory.
V obci působí celkem 17 spolků, které pořádají různé akce a setkání občanů. Jmenovitě například: Sbor Dobrovolných Hasičů, Myslivecký spolek Barchovan, Český rybářský svaz, Junák, Traktoriáda, Sdružení pro Vízmburk a mnoho dalších.

## Osobnosti
- Josef Regner Havlovický – český katolický kněz, spisovatel, pedagog a ekonom. Významná osobnost českého národního obrození na Náchodsku
- Prof. Josef Řezníček –  profesor na ČVUT a ve výzkumu ČKD
- Josef Vik – malíř, autor pohledů, kreseb a ilustrací
- Květa Lelková – česká lyžařka, zasloužilá mistryně sportu
- Zdeněk Honzera – pedagog trutnovského gymnázia, autor naučné stezky a publikací o obci[12]

## Galerie

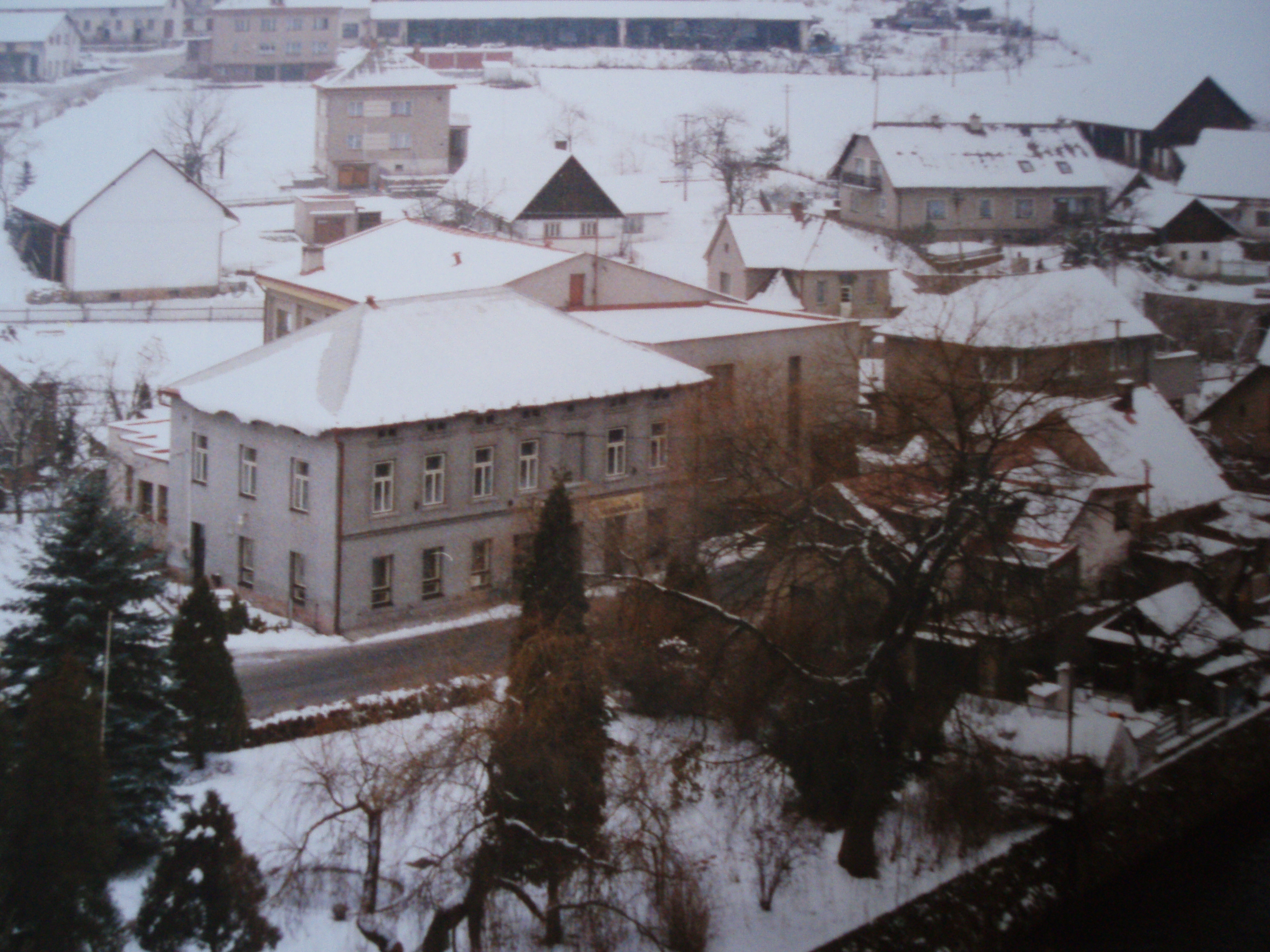
Pohled na vesnici od zvonice
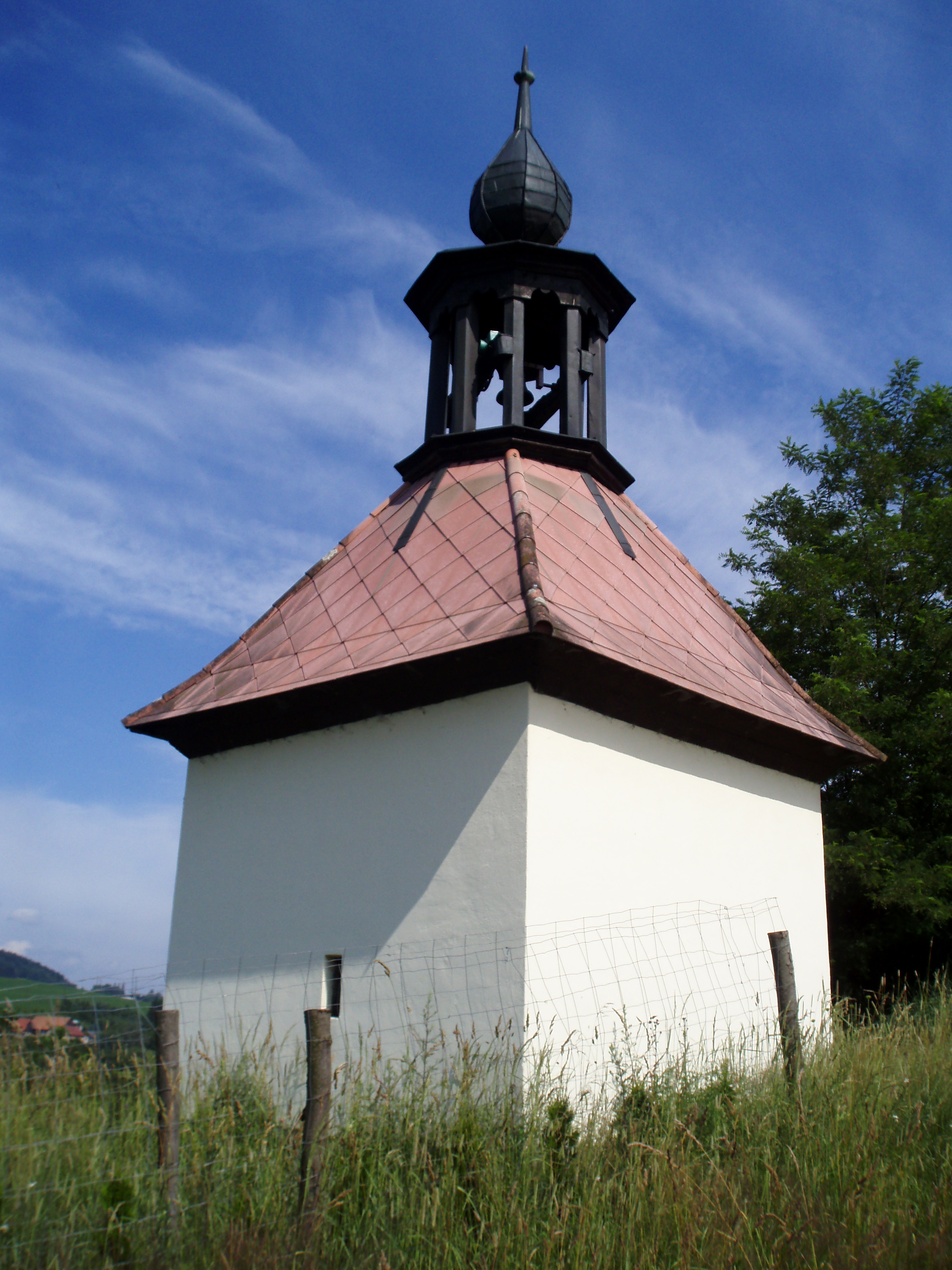
Zvonička na skále
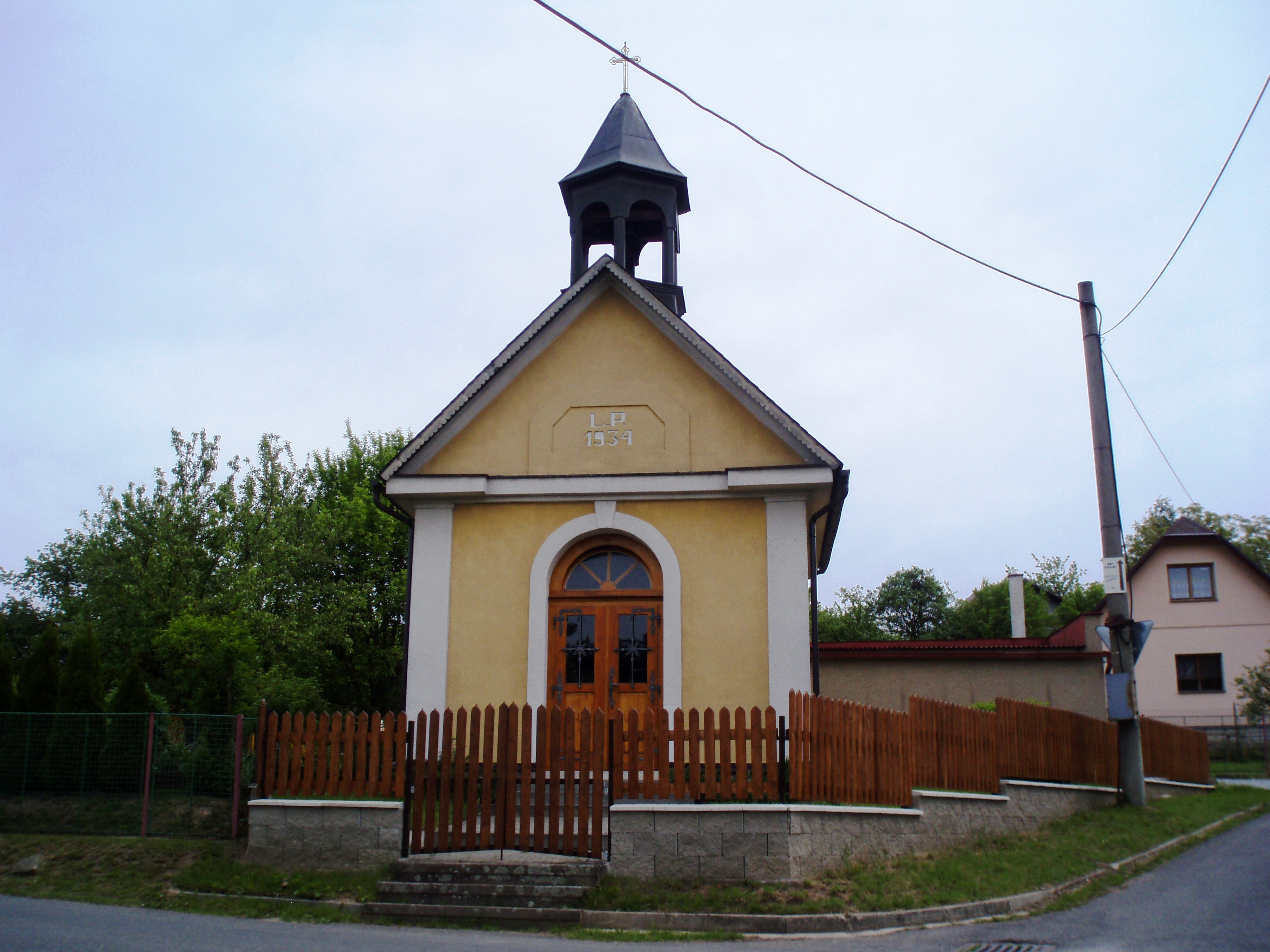
Kaplička svatého Jana Nepomuckého v Popluží
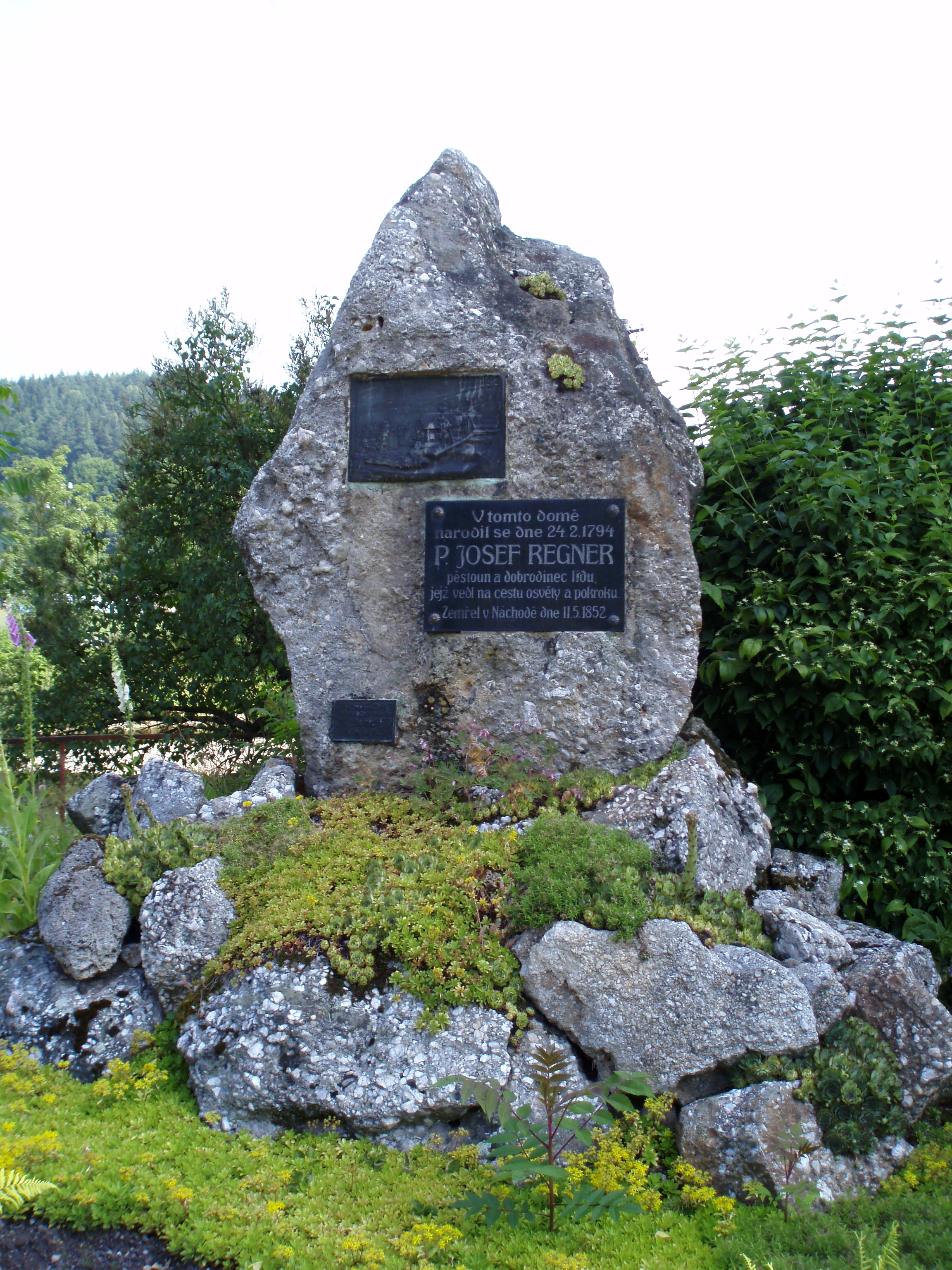
Pomník Josefa Regnera
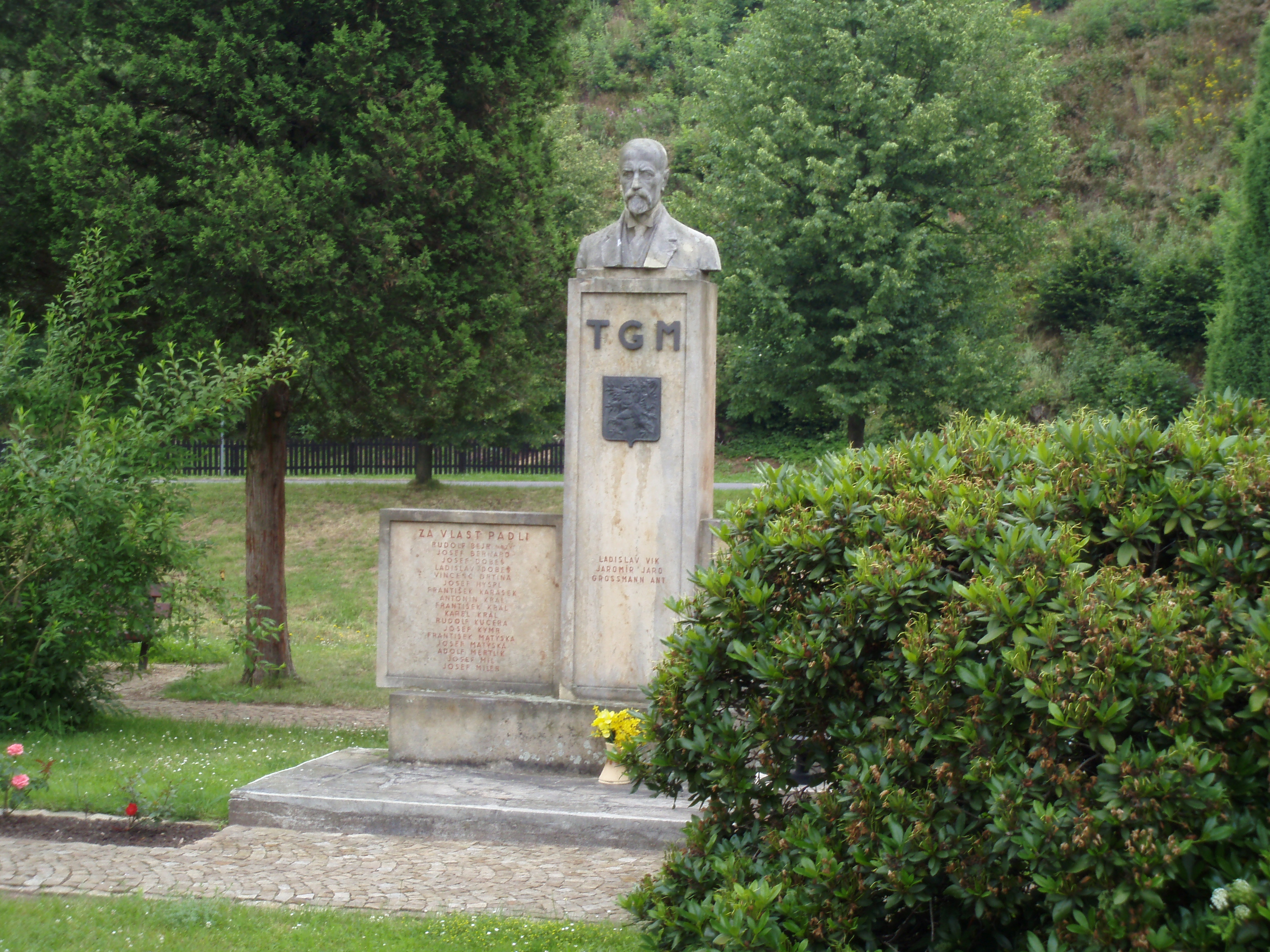
Pomník věnovaný T. G. Masarykovi
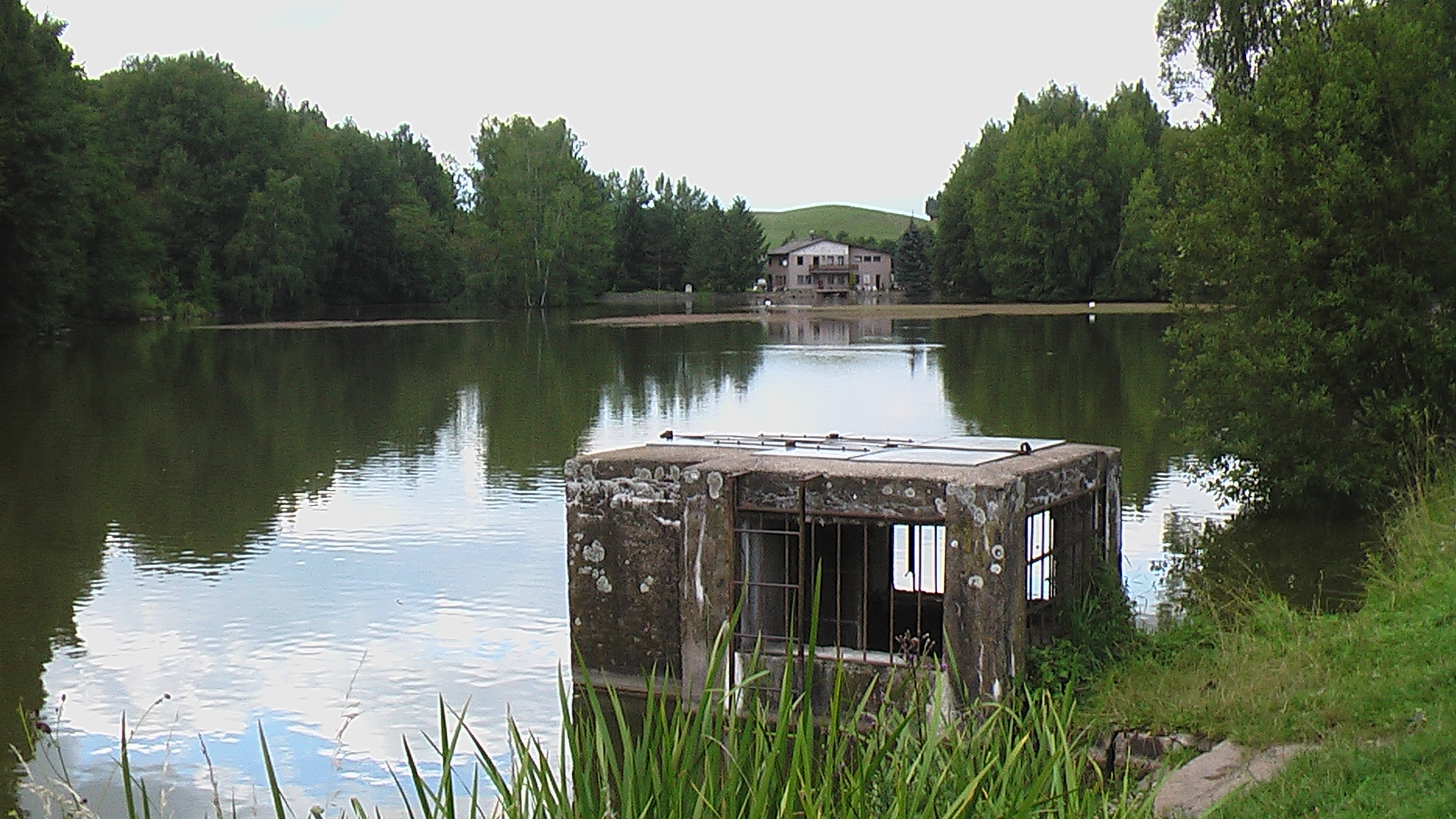
Rybník Jindra
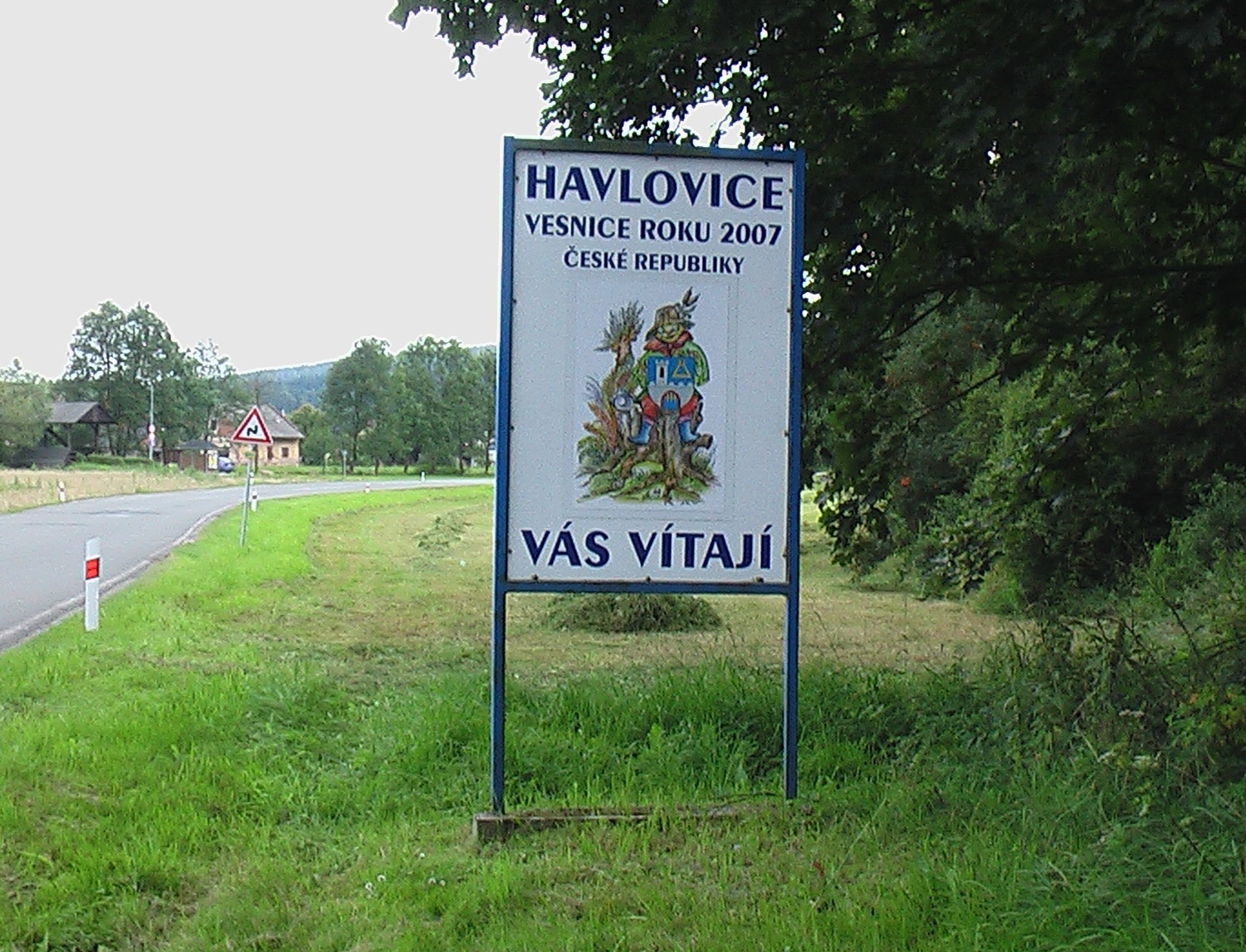
Tabule upozorňující na vítězství v anketě Vesnice roku